# Przełęcz Wyżniańska
Przełęcz Wyżniańska (855 m) – dawniej zwana Prislip, położona w Bieszczadach Zachodnich pomiędzy Berehami Górnymi a Ustrzykami Górnymi.
Oddziela pasmo Połoniny Caryńskiej od masywu Małej i Wielkiej Rawki. Wiedzie stąd najkrótsza trasa na Połoninę Caryńską (1 godz.) oraz na Rawki (Mała Rawka – 1.25 godz.). Przechodzi przez nią droga wojewódzka nr 897. Na przełęczy znajduje się parking, przystanek PKS oraz sezonowy punkt poboru opłat za wstęp do Bieszczadzkiego Parku Narodowego.

## Pieszy szlak turystyczny
– Mała Rawka – Przełęcz Wyżniańska – Połonina Caryńska – Przysłup Caryński – schronisko studenckie „Koliba” – 
- z Małej Rawki 0.55 h (↑ 1.25 h)
- z grzbietu Połoniny Caryńskiej 0.30 h (↑ 1 h), z "Koliby" 2.30 h (z powrotem 2.10 h)

## Linki zewnętrzne

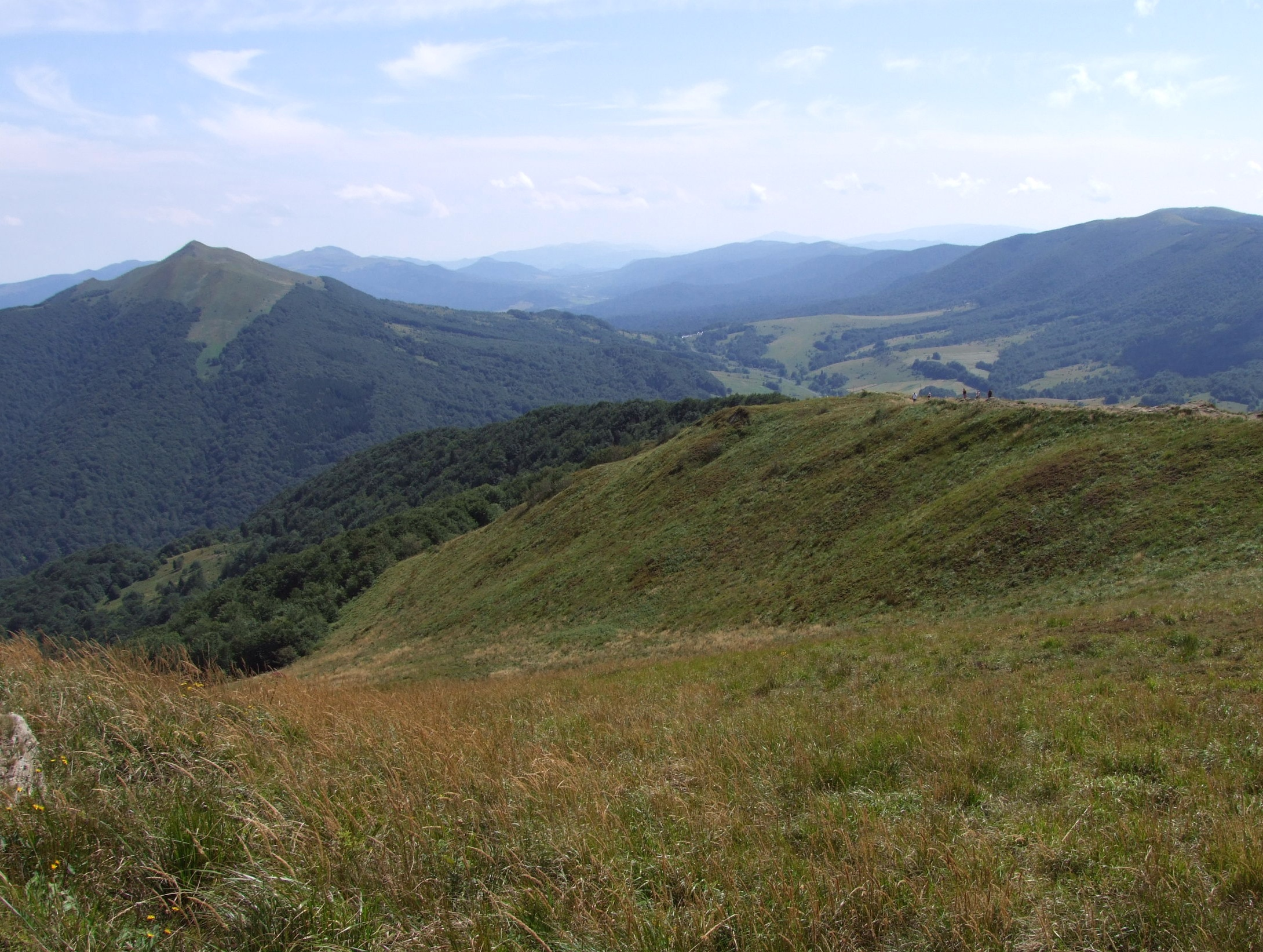
Widok z Połoniny Wetlińskiej na Połoninę Caryńską i Przełęcz Wyżniańską